# Arboreto Carambolo
El Arboreto de "El Carambolo" es un jardín botánico de cuatro hectáreas situado en el denominado cerro de El Carambolo, en el término municipal de Camas, en la provincia de Sevilla (España). La titularidad del jardín corresponde a la Empresa Metropolitana de Abastecimiento y Saneamiento de Aguas de Sevilla (EMASESA).

## Localización
El Arboreto de El Carambolo se localiza en la carretera comarcal A-472, en la denominada Cuesta del Caracol, que une la ciudad de Sevilla con la vecina localidad de Camas, formando parte de las instalaciones de tratamiento de agua potable y depósito de cabecera de EMASESA en la Barriada Coca de la Piñera, s/n.

## Historia
El Jardín Botánico El Arboreto de El Carambolo fue creado en 1986 con el fin primordial de estabilizar los terrenos que constituyen el borde de la ladera del Cerro de El Carambolo y proteger el depósito de cabecera que sirve agua potable a Sevilla y pueblos de su zona de influencia.

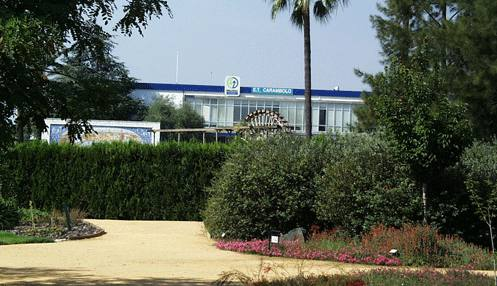
ETAP El Carambolo

Estos terrenos, inicialmente estaban destinados a la ubicación de un segundo depósito que contuviese las aguas potabilizadas que abastecen el área metropolitana, pero su marcada inestabilidad geológica desaconsejaron su construcción, sustituyendo este uso por la realización de plantaciones que contribuirían a suavizar el impacto visual, ocultando las instalaciones de la Estación de Tratamiento de Aguas Potables de El Carambolo, y recuperaría ambientalmente parte de la cornisa del Aljarafe sevillano cuya situación estaba, desde el punto de vista ecológico, muy degradada.
Es en 1987, cuando EMASESA firma un convenio con la Universidad de Sevilla para el mantenimiento de las plantaciones que se realiza bajo la supervisión de la Cátedra de Botánica de la Facultad de Biología.
Desde su inauguración, el 7 de marzo de 1998, cumple también un papel educativo, desarrollando y/o permitiendo actividades formativas, desde los niveles elementales hasta la enseñanza universitaria, incluso proyectándose a la sociedad como enclave de interés.

## Estructura del jardín

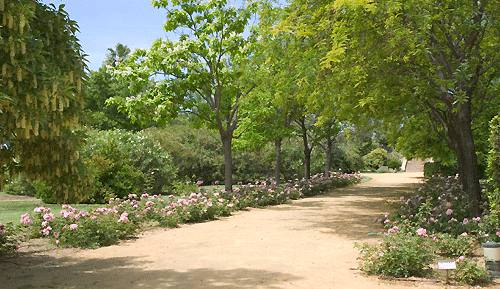
Paseo de rosas del Arboreto del Carambolo

El Arboreto de El Carambolo está conformado como un jardín de estilo paisajista de cuatro hectáreas, dividido en cuatro zonas: la zona de pérgolas y vivaces, la laguna y el canal, las colecciones y el resto de jardín donde predominan las especies leñosas (árboles y arbustos).
Igualmente existen dos lagunas comunicadas mediante un arroyo artificial en donde puede observarse vegetación de ribera y plantas acuáticas; integrando al agua como elemento vivificador del paisaje.
En el paseo que discurre paralelo a la carretera, se disponen las colecciones de especies medicinales, aromáticas y culinarias, mientras que, en el plano alto, al que se accede por una escalinata que salva el desnivel entre las dos zonas en que se desarrollan las plantaciones, se localiza una colección de especies industriales.
Finalmente, junto a dicha escalinata, en el plano bajo, se ha instalado un sistema de pérgolas que soportan una colección de especies trepadoras, así como unas pequeñas rocallas. La distribución actual del conjunto, responde a criterios paisajísticos, no geográficos ni botánicos.

## Colecciones y Principales Especies
Este Jardín Botánico tiene en su haber 600 especies de plantas identificadas de origen tropical, subtropical y mediterráneo, con representantes de especies asiáticas, americanas, australianas y africanas, entre otras, y pertenecientes a 119 familias distintas distribuidas en: 4 familias de Pteridofitas, 6 familias de Gimnospermas, y 109 familias de especies de Angiospermas, de las cuales, 93 son dicotiledóneas y 16 monocotiledóneas.
En el jardín también podemos observar colecciones diferenciadas:
Plantas culinarias y aromáticas: estas poseen gran cantidad de aceites esenciales que proporcionan un agradable olor. En este grupo se pueden ver la lavanda (Lavandula sp.)o el romero (Salvia rosmarinus). Dentro de las especies culinarias son habituales en el jardín el orégano (Origanum vulgare y Origanum virens), el tomillo (Thymus vulgaris), el ajo (Allium sativum) o la cebolla (Allium cepa).
Plantas medicinales: Utilizadas tradicionalmente como remedios naturales para la cura de enfermedades y poseer un buen estado de salud, estas plantas se caracterizan  además, porque su acción no suele ser única y su uso permite tratar dolencias muy variadas. Entre las plantas medicinales del jardín podemos encontrar especies como la digital (Digitalis purpurea) usada como tónico cardíaco, o la manzanilla (Matricaria chamomilla) que se usa sobre todo como sedante y remedio estomacal.
Plantas industriales y frutales: Conforman un total de 14 especies que se utilizan en la elaboración de aceites como el girasol (Helianthus annuus) o el olivo (Olea europea); fibras como el cáñamo (Cannabis sativa) y el esparto (Stipa tenacissima); y colorantes como el cártamo (Carthamus tinctorius). Entre los frutales podemos citar los membrillos (Cydonia oblonga), perales (Pyrus communis) o los naranjos dulces (Citrus sinensis).
Palmeras del mundo: En el jardín se pueden contemplar palmeras y yucas de distintas partes del mundo, algunas muy raras en Europa, como la palmera enana (Phoenix roebelenii) o la palmerita de China (Rhapis excelsa). Entre todas ellas destaca el palmito (Chamaerops humilis), una de las dos palmeras que son oriundas de Europa y con una amplia representación en el matorral mediterráneo.
Quercus: Las distintas especies de este género son muy representativas en los bosques mediterráneos y engloba variedades como la encina (Quercus ilex)  o el roble (Quercus robur).
Coníferas: En esta zona se pueden observar diversos grupos de sabinas (Juniperus), pino piñonero (Pinus pinea) y pino canario (Pinus canariensis), cipreses de Monterrey (Cupressus macrocarpa), ciprés de Lawson (Chamaecyparis lawsoniana) y tuyas (Thuja orientalis).
Xerojardín: Esta familia de plantas está compuesto por especies autóctonas y alóctonas que conjugan un carácter rústico, moderno y minimalista. Uno de sus atractivos es la poca necesidad de agua, lo que lo hace idóneo para el clima mediterráneo en el que se enmarca el jardín. De forma general, las plantas que componen un xerojardín son aromáticas combinadas con diversos géneros de cactáceas sobre lechos de distintos tipos de grava, cortezas u otro tipo de lecho que requiera del mismo modo bajos costes de mantenimiento y de recurso hídrico. Uno de los exponentes del xerojardín es la jara (Cistus sp.).
El Arboreto de El Carambolo cuenta además con una serie de publicaciones que facilitan la aproximación al conocimiento y disfrute del mundo vegetal, así como carteles temáticos, juegos didácticos.
Principales especies vegetales
- Abies pinsapo o pinsapo.
- Arbutus unedo o madroño.
- Asparagus acutifolius o espárrago silvestre.
- Buxus sempervirens o boj.
- Cassia corymbosa o casia.
- Cercis siliquastrum o árbol del amor.
- Chamaecyparis lawsoniana o ciprés de Lawson.
- Chimonanthus praecox

- Cistus albidus o estepa blanca.
- Cistus crispus o jara rozada.

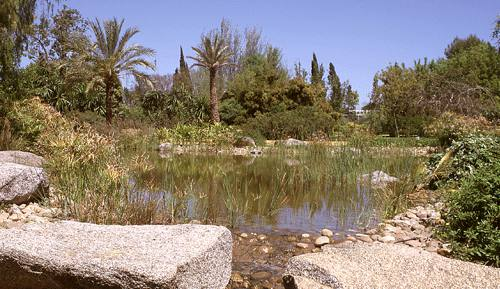
Laguna del Arboreto

- Cistus monspeliensis o estepa negra.
- Coronilla valentina ssp. glauca o carolina, coletuy.
- Cortaderia selloana o plumero, carrizo de la Pampa, hierba de la Pampa.
- Cotoneaster lacteus o cotoneaster.
- Cupressocyparis x leylandii o ciprés híbrido de Leyland.

- Deutzia scabra o celinda de espigas.
- Forsythia suspensa o forsitia.
- Juniperus chinensis
- Juniperus sabina o sabina.
- Juniperus virginiana o sabina colorada.
- Lagerstroemia indica o árbol de Júpiter.
- Liquidambar styraciflua o estoraque, liquidambar.
- Medicago arborea mielga, alfalfa arbórea.
- Morus alba o morera blanca.
- Pinus brutia o pino de Calabria, pino de Chipre.
- Pinus canariensis o pino canario.
- Pinus pinea o pino piñonero.
- Plumbago auriculata o celestina, jazmín azul.
- Populus nigra var. italica o chopo lombardo.
- Prunus cerasifera var. pisardii o ciruelo japonés.
- Retama sphaerocarpa o retama amarilla.
- Thuja orientalis o tuya.
- Tilia americana o tilo americano.

## Gestión y mantenimiento
Para el cuidado y mantenimiento del jardín, EMASESA emplea un sistema de riego por goteo o de aspersión programada a cortos intervalos de tiempo en horas nocturnas y la instalación de contadores específicos para el agua bruta empleada, para conseguir un sistemático ahorro de agua.
Los residuos que se generan del mantenimiento y acondicionamiento de las especies del jardín (por ejemplo restos de poda) se reutilizan mediante transferencia y reciclaje en la planta de compostaje de lodos.